# Misterele lui Sylvester și Tweety
Misterele lui Sylvester și Tweety (engleză The Sylvester & Tweety Mysteries), produs de Warner Bros. Television Animation, este un desen animat care s-a difuzat din 1995 până în 2000 pe Kids' WB și a fost mai târziu reluat de Cartoon Network. Serialul urmărește pe Bunicuța, pe Sylvester și pe Tweety dând de cap misterelor de peste tot în lume. Tweety și Bunicuța urmăresc răufăcători, în timp ce Sylvester încearcă să îl prindă pe Tweety. Primul sezon a fost dedicat în memoria lui Friz Freleng, care a murit la doar câteva luni înainte de premiera serialului. De asemenea, primul sezon conține un caz pe episod, în contrast cu celelalte sezoane, care sunt toate cu câte două cazuri.
Alte personaje Looney Tunes au făcut apariții speciale, printre care: Daffy Duck, Yosemite Sam, Elmer Fudd, Diavolul Tasmanian, Pepé Le Pew, Uliul Beaky, Babbit și Castello, Hubie și Bertie, Vrăjitoarea Hazel, Michigan J. Broscoiul, Rocky și Mugsy, Marvin Marțianul, Hippety Hopper, Gossamer, Count Blood Count, Țestoasa Cecil, Nasty Canasta, Crusher, Pete Puma, Popândăii Prostănaci și Cool Cat.
Ultimul episod al serialului nu a fost niciodată difuzat pe Kids' WB - în care după zeci de ani de încercări Sylvester a reușit să îl mănânce pe Tweety dar s-a dovedit a fi doar un vis - dar s-a difuzat pe Cartoon Network în 2002.
Premiera în România a fost pe canalul Pro Cinema subtitrat în limba română. Pe 28 ianuarie 2013 a fost preluat de canalul Boomerang dublat în limba română.

## Personaje

### Personaje principale
- Sylvester - Sylvester este un biet motan vagabond, veșnic frustrat în încercările lui de a-l mânca pe Tweety la masa de prânz. Dar și când încearcă să fie bun, Sylvester se alege tot cu vânătăi și cucuie. Bietul Sylvester, pur și simplu nu are câștig de cauză!
- Tweety - Chiar dacă Pasărea Tweety este un canar drăguț, cu o înfățișare inocentă, ochii săi mari și penele galbene ascund inima unui supraviețuitor șiret. Trăind fericit în cușca sa, Tweety se ține la distanță de ghearele de vânător ale lui Sylvester, reușind întotdeauna să-l bage pe acesta la apă ori de câte ori îi dă târcoale.
- Bunicuța - Bunicuța cu părul argintiu este partea isteață a echipei din Misterele lui Sylvester și Tweety. În timp ce călătorește prin lume în Misterele lui Sylvester și Tweety, Bunicuța îl împiedică pe motanul Sylvester să îl înfulece pe Tweety și îl recunoaște pe Sylvester în ciuda tuturor deghizărilor sale ridicole. Poate că pare bătrână și fragilă, dar când începe unul dintre Misterele lui Sylvester și Tweety, Bunicuța intră direct în acțiune!
- Hector - Hector buldogul pare tare și musculos, dar are o inimă de aur. Din nefericire pentru el, nu este foarte inteligent. Gardian loial bunicii, Hector este, din păcate, de multe ori păcălit de pisica șmecheră Sylvester!

### Personaje secundare
- Mugugaipan - Mugugaipan este unul din infractori care apare ca deghizat în Buni.
- M. J. Broscoiul - M. J. Broscoiul apare în câteva episoade dintre care în unul el a fost victima.
- Pepe Le Pew  - El apare în câteva episoade ca: infractor sau ca logodnic al lui Sylvester.

## Episoade
| N/o       | Titlu român (subtitrat) | Titlu român (dublat)                           | Titlu englez                            |  |
| --------- | ----------------------- | ---------------------------------------------- | --------------------------------------- |  |
|           |                         |                                                |                                         |  |
| SEZONUL 1 |                         |                                                |                                         |  |
|           |                         |                                                |                                         |  |
| 01        |                         | O piatră din vechiul castel                    | A Chip Off the Old Castle               |  |
|           |                         |                                                |                                         |  |
| 02        |                         | Roate de platină a norocului                   | Platinum Wheel of Fortune               |  |
|           |                         |                                                |                                         |  |
| 03        |                         | Taur pus pe fugă                               | Bull Running on Empty                   |  |
|           |                         |                                                |                                         |  |
| 04        |                         | Motanul care știa prea multe                   | The Cat Who Knew Too Much               |  |
|           |                         |                                                |                                         |  |
| 05        |                         | Oftiul australian                              | Outback Down Under                      |  |
|           |                         |                                                |                                         |  |
| 06        |                         | Poveste cu pești                               | Something Fishy Around Here             |  |
|           |                         |                                                |                                         |  |
| 07        |                         | Bilet spre crimă                               | A Ticket to Crime                       |  |
|           |                         |                                                |                                         |  |
| 08        |                         | Câștig dublu                                   | Double Take                             |  |
|           |                         |                                                |                                         |  |
| 09        |                         | B2 sa nu B2                                    | B2 or Not B2                            |  |
|           |                         |                                                |                                         |  |
| 10        |                         | [ a ]                                          | It’s a Plaid, Plaid, Plaid, Plaid World |  |
|           |                         |                                                |                                         |  |
| 11        |                         | Canarul maltez                                 | The Maltese Canary                      |  |
|           |                         |                                                |                                         |  |
| 12        |                         | Ce mare smochin                                | Go Fig                                  |  |
|           |                         |                                                |                                         |  |
| 13        |                         | S-a întâmplat într-o noapte de Crăciun         | It Happened One Night Before Christmas  |  |
|           |                         |                                                |                                         |  |
| SEZONUL 2 |                         |                                                |                                         |  |
|           |                         |                                                |                                         |  |
| 14        |                         | Pierduți în spațiu                             | Spaced Out                              |  |
| 14        |                         | Frunze de toamnă                               | Autumn’s Leaving                        |  |
|           |                         |                                                |                                         |  |
| 15        |                         | Fugăreală la Cannes                            | Catch as Catch Cannes                   |  |
| 15        |                         | Yodel la maxim                                 | Yodel Recall                            |  |
|           |                         |                                                |                                         |  |
| 16        |                         | Nu dansez Polcă                                | Don’t Polka Me                          |  |
| 16        |                         | Buni dispărută                                 | The Granny Vanishes                     |  |
|           |                         |                                                |                                         |  |
| 17        |                         | Teroarea din înalt                             | The Scare Up There                      |  |
| 17        |                         | Dacă e miercuri, sunt în Olanda                | If It’s Wednesday, This Must Be Holland |  |
|           |                         |                                                |                                         |  |
| 18        |                         | Blestemul Nilului                              | Curse of De Nile                        |  |
| 18        |                         | Hawaii 33-1/3                                  | Hawaii 33-1/3                           |  |
|           |                         |                                                |                                         |  |
| 19        |                         | Păstrează-ți fanteonul                         | Keep Your Pantheon                      |  |
| 19        |                         | Londra misterioasă                             | London Broiled                          |  |
|           |                         |                                                |                                         |  |
| 20        |                         | Mi se spune domnul Lincoln                     | They Call Me Mister Lincoln             |  |
| 20        |                         | Broasca dispărută                              | Froggone It                             |  |
|           |                         |                                                |                                         |  |
| 21        |                         | Gâtul în pioneze                               | One Froggy Throat                       |  |
| 21        |                         | Gălăgie pentru nimic                           | Mush Ado About Nothing                  |  |
|           |                         |                                                |                                         |  |
| SEZONUL 3 |                         |                                                |                                         |  |
|           |                         |                                                |                                         |  |
| 22        |                         | Steaua din Bombay                              | The Star of Bombay                      |  |
| 22        |                         | [ b ]                                          | Happy Pranksgiving                      |  |
|           |                         |                                                |                                         |  |
| 23        |                         | Parisul miroase urât?                          | Is Paris Stinking?                      |  |
| 23        |                         | Amintiri de groază                             | Fangs for the Memories                  |  |
|           |                         |                                                |                                         |  |
| 24        |                         |                                                | Moscow Side Story                       |  |
| 24        |                         | Fair’s Fair                                    |                                         |  |
|           |                         |                                                |                                         |  |
| 25        |                         | El Dia de los Pussygatos                       | El Dia de los Pussygatos                |  |
| 25        |                         | 3 zile și 2 nopți ale condorului               | 3 Days & 2 Nights of the Condor         |  |
|           |                         |                                                |                                         |  |
| 26        |                         | Ssss                                           | Yelp!                                   |  |
| 26        |                         | Creaturi înfiorătoare                          | Jeepers Creepers                        |  |
|           |                         |                                                |                                         |  |
| 27        |                         | Puricii să mă sărute                           | Fleas Release Me                        |  |
| 27        |                         | Cade Niagara                                   | Niagara’s Fallen                        |  |
|           |                         |                                                |                                         |  |
| 28        |                         | Sperietura casei                               | Spooker of the House                    |  |
| 28        |                         | Blănosul                                       | Furgo                                   |  |
|           |                         |                                                |                                         |  |
| 29        |                         | Fântâna distracției                            | The Fountain of Funk                    |  |
| 29        |                         | Da, nu avem canari                             | Yes, We Have No Canaries                |  |
|           |                         |                                                |                                         |  |
| 30        |                         | Jocul cu scoicile                              | Shell Game                              |  |
| 30        |                         | Rapsodia Rasslin                               | Rasslin' Rhapsody                       |  |
|           |                         |                                                |                                         |  |
| 31        |                         | Pisica pe gheață                               | Ice Cat-Pades                           |  |
| 31        |                         | Cum să prinzi o pisică                         | To Catch a Puddy                        |  |
|           |                         |                                                |                                         |  |
| 32        |                         | Cercuri de familie                             | Family Circles                          |  |
| 32        |                         | Ne vedem pe mare                               | Sea You Later                           |  |
|           |                         |                                                |                                         |  |
| 33        |                         | Cazul unui Hering Roșu                         | A Case of Red Herring                   |  |
| 33        |                         | Totul e bine când se termină cu bine           | Roswell That Ends Well                  |  |
|           |                         |                                                |                                         |  |
| 34        |                         | Un bun nepot e greu de găsit                   | A Good Nephew Is Hard to Find           |  |
| 34        |                         | Vânzarea de miraje                             | Mirage Sale                             |  |
|           |                         |                                                |                                         |  |
| SEZONUL 4 |                         |                                                |                                         |  |
|           |                         |                                                |                                         |  |
| 35        |                         |                                                | The Stilted Perch                       |  |
| 35        |                         | A Game of Cat and Monster                      |                                         |  |
|           |                         |                                                |                                         |  |
| 36        |                         |                                                | You’re Thor?!                           |  |
| 36        |                         | I Gopher You                                   |                                         |  |
|           |                         |                                                |                                         |  |
| 37        |                         |                                                | Hold the Lyin’ King Please              |  |
| 37        |                         | Suite Mystery of Wife - At Last I Found You... |                                         |  |
|           |                         |                                                |                                         |  |
| 38        |                         |                                                | The San Francisco Beat                  |  |
| 38        |                         | The Triangle of Terror                         |                                         |  |
|           |                         |                                                |                                         |  |
| 39        |                         |                                                | Casino Evil                             |  |
| 39        |                         | Happy Bathday to You                           |                                         |  |
|           |                         |                                                |                                         |  |
| 40        |                         |                                                | The Rotha-Khan                          |  |
| 40        |                         | Good Bird Hunting                              |                                         |  |
|           |                         |                                                |                                         |  |
| 41        |                         |                                                | Venice, Anyone?                         |  |
| 41        |                         | The Fifty Karat Furball                        |                                         |  |
|           |                         |                                                |                                         |  |
| 42        |                         |                                                | Feather Christmas                       |  |
| 42        |                         | A Fist Full of Lutefisk                        |                                         |  |
|           |                         |                                                |                                         |  |
| 43        |                         |                                                | Son of Roswell That Ends Well           |  |
| 43        |                         | A Mynah Problem                                |                                         |  |
|           |                         |                                                |                                         |  |
| 44        |                         |                                                | Whatever Happened to Shorty Twang?      |  |
| 44        |                         | A Big Knight Out                               |                                         |  |
|           |                         |                                                |                                         |  |
| 45        |                         |                                                | Brussels Sprouts                        |  |
| 45        |                         | The Golden Bird of Shangri-Claw                |                                         |  |
|           |                         |                                                |                                         |  |
| 46        |                         |                                                | When Granny Ruled The Earth             |  |
| 46        |                         | Dutch Tweet                                    |                                         |  |
|           |                         |                                                |                                         |  |
| 47        |                         |                                                | Bayou on the Half Shell                 |  |
| 47        |                         | Seeing Double                                  |                                         |  |
|           |                         |                                                |                                         |  |
| SEZONUL 5 |                         |                                                |                                         |  |
|           |                         |                                                |                                         |  |
| 48        |                         |                                                | This Is the Kitty                       |  |
| 48        |                         | An Eye for an Aye Aye                          |                                         |  |
|           |                         |                                                |                                         |  |
| 49        |                         |                                                | When Harry Met Sallieri                 |  |
| 49        |                         | Early Woim Gets the Boid                       |                                         |  |
|           |                         |                                                |                                         |  |
| 50        |                         |                                                | The Blackboard Jumble                   |  |
| 50        |                         | What’s the Frequency Kitty?                    |                                         |  |
|           |                         |                                                |                                         |  |
| 51        |                         |                                                | Dial V for Veterinarian                 |  |
| 51        |                         | California’s Crusty Bronze                     |                                         |  |
|           |                         |                                                |                                         |  |
| 52        |                         |                                                | The Tail End                            |  |
| 52        |                         | This Is the End                                |                                         |  |
|           |                         |                                                |                                         |  |

## Legături externe
- Misterele lui Sylvester și Tweety la Kids' WB (arhivă)
- Misterele lui Sylvester și Tweety la Internet Movie Database
- Misterele lui Sylvester și Tweety la TV.com